# How Do U Want It
How Do U Want It (englisch für „Wie willst du es“) ist ein Lied des US-amerikanischen Rappers Tupac Shakur aus dem Jahr 1996, in Zusammenarbeit mit dem US-amerikanischen Duo K-Ci & JoJo.

## Entstehung und Veröffentlichung
Geschrieben wurde das Lied vom Hauptinterpreten Tupac Shakur selbst, zusammen mit dem mexikanisch-amerikanischen Hip-Hop-Produzenten Johnny Jackson. Letzterer zeichnete zudem auch für die Produktion verantwortlich.
Die Erstveröffentlichung von How Do U Want It erfolgte am 13. Februar 1996 bei den Musiklabels Death Row Records und Interscope Records, als Teil von Tupac Shakurs vierten Studioalbum All Eyez on Me (Katalognummer: DRS1255004). Am 4. Juni desselben Jahres erschien das Lied als dritte Singleauskopplung aus dem Album. Diese erschien als CD-Maxi-Single mit der Doppel-A-Seite California Love (feat. Dr. Dre) und den B-Seiten 2 of Americas Most Wanted (feat. Snoop Doggy Dogg) und Hit ’Em Up (feat. The Outlawz).

## Inhalt
How Do U Want It beinhaltet unter anderem eine Referenz an Body Heat (1974) von Quincy Jones und richtet sich textlich gegen C. Delores Tucker, die sich im Jahr 1994 gegen eine Nominierung von Tupac Shakur für einen Preis der National Association for the Advancement of Colored People aussprach. Später verklagte Tucker die Nachlassverwaltung Shakurs und behauptete, dass das Lied und Wonda Why They Call U Bitch psychische Störungen verursachen, verleumderisch seien und in ihre Privatsphäre eindringen würden. Die Klage wurde abgewiesen.

## Musikvideo
Zu How Do U Want It wurden drei Musikvideos gedreht.
Eine unzensierte Version und eine zensierte Version wurden beide von Ron Hightower inszeniert. Die Videos zeigen eine Sexparty mit Jacuzzi, mechanischem Bullenreiten, Käfigtanz und Stangenstrippen. In der zensierten Version sind auch zahlreiche Pornostars zu sehen, darunter Nadia Cassini, Nina Hartley, Heather Hunter und Angel Kelly.
Das dritte Video ist eine sogenannte „Konzertversion“, die unter der Regie von J. Kevin Swain entstand und Cameoauftritte von K-Ci & JoJo, Digital Underground und Shock G beinhaltet.

## Rezeption
Bei den Grammy Awards 1997 wurde das Lied in der Kategorie Beste Rap-Darbietung eines Duos oder einer Gruppe nominiert, verlor jedoch gegen Tha Crossroads von Bone Thugs-N-Harmony.

## Kommerzieller Erfolg

### Chartplatzierungen
| ChartsChartplatzierungen       | Höchstplatzierung | Wochen |
| ------------------------------ | ----------------- | ------ |
| Deutschland (GfK)              | 74 (6 Wo.)        | 6      |
| Schweiz (IFPI)                 | 37 (4 Wo.)        | 4      |
| Vereinigte Staaten (Billboard) | 1 (24 Wo.)        | 24     |
| Vereinigtes Königreich (OCC)   | 17 (4 Wo.)        | 4      |

| ChartsJahrescharts (1996)      | Platzierung |
| ------------------------------ | ----------- |
| Vereinigte Staaten (Billboard) | 17          |

### Auszeichnungen für Musikverkäufe
| Land/Region                  | Auszeichnungen für Musikverkäufe (Land/Region, Auszeichnung, Verkäufe) | Verkäufe |
| ---------------------------- | ---------------------------------------------------------------------- | -------- |
| Australien (ARIA)            | Gold                                                                   | 35.000   |
| Neuseeland (RMNZ)            | 2× Platin                                                              | 60.000   |
| Vereinigtes Königreich (BPI) | Silber                                                                 | 200.000  |
| Insgesamt                    | 1× Silber · 1× Gold · 2× Platin ·                                      | 295.000  |

Hauptartikel: Tupac Shakur/Auszeichnungen für Musikverkäufe

## Coverversionen
- 2002: Tyrese Gibson (Album: I Wanna Go There)[15]